# Championnats d'Europe d'aviron 2015
Navigation
Édition 2014 Édition 2016
Les championnats d’Europe d’aviron 2015, se sont déroulés du 29 mai au 31 mai 2015 à Poznań (Lac Malta), en Pologne.

## Podiums

### Hommes
| Épreuves                           | Or | Or            | Argent | Argent        | Bronze | Bronze        |
| ---------------------------------- | --- | ------------- | --- | ------------- | --- | ------------- |
| Skiff poids légers LM1x            | France Pierre Houin | 6 min 54 s 48 | Slovaquie Lukáš Babač | 6 min 56 s 36 | Slovénie Rajko Hrvat | 6 min 57 s 29 |
| Skiff M1x                          | Croatie Damir Martin | 6 min 41 s 65 | République tchèque Ondřej Synek                                                                                                  | 6 min 46 s 40 | Norvège Olaf Tufte | 6 min 46 s 61 |
| Deux de pointe poids légers LM2−   | Royaume-Uni Peter Chambers Joel Cassells | 6 min 28 s 58 | France Théophile Onfroy Augustin Mouterde                                                                                        | 6 min 28 s 88 | Allemagne Sven Keßler Jonas Kilthau | 6 min 34 s 60 |
| Deux de couple M2x                 | Allemagne Marcel Hacker Stephan Krüger | 6 min 9 s 32  | France Hugo Boucheron Matthieu Androdias                                                                                         | 6 min 11 s 14 | Ukraine Serhiy Hryn Ivan Futryk | 6 min 15 s 80 |
| Deux de pointe M2-                 | Royaume-Uni James Foad Matthew Langridge | 6 min 27 s 89 | France Germain Chardin Dorian Mortelette                                                                                         | 6 min 28 s 16 | Serbie Miloš Vasić Nenad Beđik | 6 min 28 s 94 |
| Deux de couple poids légers LM2x   | France Stany Delayre Jérémie Azou | 6 min 11 s 38 | Royaume-Uni Richard Chambers William Fletcher                                                                                    | 6 min 14 s 33 | Norvège Kristoffer Brun Are Strandli | 6 min 15 s 53 |
| Quatre de couple M4x               | Russie Vladislav Ryabtsev Pavel Sorin Viacheslav Mikhaylevskiy Sergey Fedorovtsev                                                                 | 5 min 45 s 61 | Ukraine Dmytro Mikhay Artem Morozov Oleksandr Nadtoka Ivan Dovhodko                                                              | 5 min 46 s 26 | Royaume-Uni Jack Beaumont Sam Townsend Graeme Thomas Peter Lambert                                                                                       | 5 min 46 s 89 |
| Quatre de pointe M4-               | Royaume-Uni Nathaniel Reilly-O'Donnell Alan Sinclair Tom Ransley Scott Durant                                                                     | 5 min 55 s 70 | Grèce Ioánnis Tsílis Dionýsios Angelópoulos Geórgios Tziállas Ioánnis Chrístou                                                   | 5 min 57 s 00 | Biélorussie Vadzim Lialin Dzianis Mihal Mikalai Sharlap Ihar Pashevich                                                                                   | 5 min 57 s 67 |
| Quatre de pointe poids légers LM4- | Suisse Simon Schürch Mario Gyr Lucas Tramèr Simon Niepmann                                                                                        | 5 min 52 s 27 | France Thibault Colard Guillaume Raineau Thomas Baroukh Franck Solforosi                                                         | 5 min 53 s 69 | Danemark Kasper Winther Jens Vilhelmsen Jacob Barsøe Jacob Larsen                                                                                        | 5 min 53 s 76 |
| Huit M8+                           | Allemagne Maximilian Munski Malte Jakschik Maximilian Reinelt Eric Johannesen Anton Braun Felix Drahotta Richard Schmidt Hannes Ocik Martin Sauer | 5 min 24 s 23 | Royaume-Uni Matthew Gotrel Stewart Innes Pete Reed Paul Bennett Mohamed Sbihi Alex Gregory George Nash William Satch Phelan Hill | 5 min 26 s 29 | Russie Anton Zarutskiy Dmitriy Kuznetsov Artem Kosov Nikita Morgachev Ivan Balandin Gueorgui Iefremenko Ivan Podshivalov Aleksandr Kulesh Pavel Safonkin | 5 min 27 s 34 |

### Femmes
| Épreuves                         | Or | Or            | Argent | Argent        | Bronze | Bronze        |
| -------------------------------- | --- | ------------- | --- | ------------- | --- | ------------- |
| Skiff poids légers LW1x          | Royaume-Uni Imogen Walsh | 7 min 37 s 37 | Suède Emma Fredh | 7 min 37 s 57 | Allemagne Judith Anlauf | 7 min 41 s 82 |
| Skiff W1x                        | République tchèque Mirka Knapkova | 7 min 30 s 24 | Suisse Jeannine Gmelin | 7 min 32 s 00 | Biélorussie Tatsiana Kukhta | 7 min 33 s 16 |
| Deux de couple W2x               | Pologne Magdalena Fularczyk Natalia Madaj | 6 min 55 s 58 | Lituanie Donata Vištartaitė Milda Valčiukaitė                                                                                                | 6 min 57 s 08 | Royaume-Uni Victoria Thornley Katherine Grainger | 6 min 59 s 63 |
| Deux de pointe W2-               | Royaume-Uni Helen Glover Heather Stanning | 6 min 58 s 28 | Pays-Bas Elisabeth Hogerwerf Olivia van Rooijen                                                                                              | 7 min 4 s 98  | Roumanie Cristina Grigoraș Laura Oprea | 7 min 12 s 56 |
| Deux de couple poids légers LW2x | Royaume-Uni Charlotte Taylor Katherine Copeland | 7 min 0 s 71  | Allemagne Fini Sturm Marie-Louise Dräger | 7 min 5 s 27  | Pologne Joanna Dorociak Weronika Deresz | 7 min 5 s 36  |
| Quatre de couple W4x             | Allemagne Annekatrin Thiele Marie-Catherine Arnold Carina Bär Lisa Schmidla                                                                                                | 6 min 18 s 93 | Pays-Bas Nicole Beukers Chantal Achterberg Inge Janssen Carline Bouw                                                                         | 6 min 19 s 54 | Pologne Agnieszka Kobus Joanna Leszczyńska Maria Springwald Monika Ciaciuch                                                                           | 6 min 20 s 87 |
| Huit W8+                         | Russie Julia Kalinovskaya Yulia Inozemtseva Elena Lebedeva Anastasia Tikhanova Anastasia Karabelshchikova Aleksandra Fedorova Julia Popova Alevtina Savkina Ksenia Volkova | 6 min 8 s 06  | Pays-Bas Monica Lanz Jenny de Jong Lies Rustenburg Sophie Souwer Aletta Jorritsma Claudia Belderbos Wianka van Dorp Heleen Boers Ae-Ri Noort | 6 min 9 s 70  | Roumanie Mădălina Bereş Denisa Tîlvescu Mihaela Petrila Ioana Craciun Adelina Cojocariu Irina Dorneanu Roxana Cogianu Andreea Boghian Daniela Druncea | 6 min 12 s 99 |

## Tableau des médailles par pays
- Pays organisateur (Pologne)

| Rang  | Nation      | Or | Argent | Bronze | Total |
| ----- | ----------- | -- | ------ | ------ | ----- |
| 1     | Royaume-Uni | 6  | 2      | 2      | 10    |
| 2     | Allemagne   | 3  | 1      | 2      | 6     |
| 3     | France      | 2  | 4      | 0      | 6     |
| 4     | Russie      | 2  | 0      | 1      | 3     |
| 5     | Tchéquie    | 1  | 1      | 0      | 2     |
| 5     | Suisse      | 1  | 1      | 0      | 2     |
| 7     | Pologne     | 1  | 0      | 2      | 3     |
| 8     | Croatie     | 1  | 0      | 0      | 1     |
| 9     | Pays-Bas    | 0  | 3      | 0      | 3     |
| 10    | Ukraine     | 0  | 1      | 1      | 2     |
| 11    | Grèce       | 0  | 1      | 0      | 1     |
| 11    | Lituanie    | 0  | 1      | 0      | 1     |
| 11    | Slovaquie   | 0  | 1      | 0      | 1     |
| 11    | Suède       | 0  | 1      | 0      | 1     |
| 15    | Biélorussie | 0  | 0      | 2      | 2     |
| 15    | Norvège     | 0  | 0      | 2      | 2     |
| 15    | Roumanie    | 0  | 0      | 2      | 2     |
| 18    | Danemark    | 0  | 0      | 1      | 1     |
| 18    | Slovénie    | 0  | 0      | 1      | 1     |
| 18    | Serbie      | 0  | 0      | 1      | 1     |
| Total | Total       | 17 | 17     | 17     | 51    |

## Galerie photographique

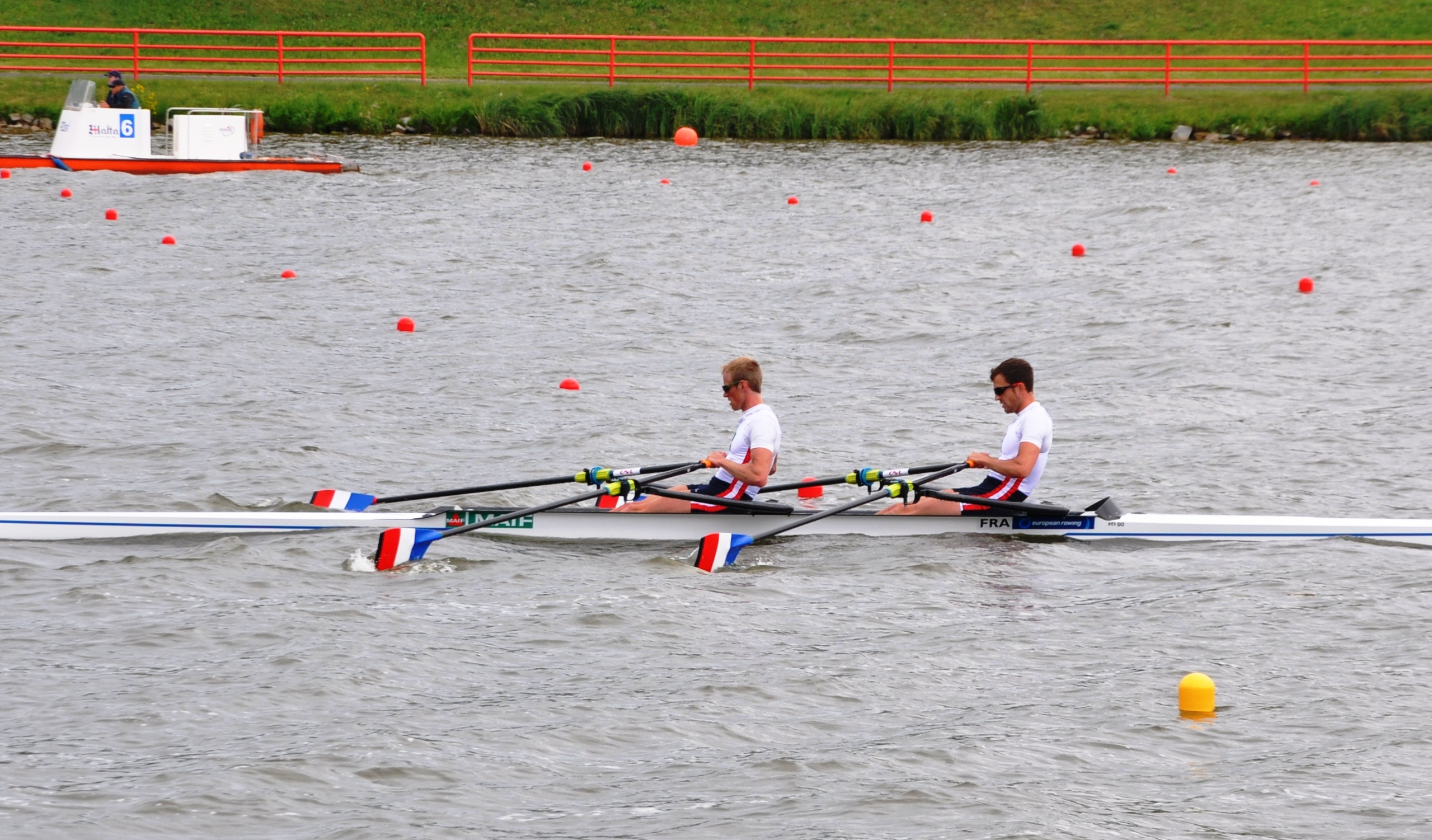
Stany Delayre et Jérémie Azou, vainqueur du LM2x.
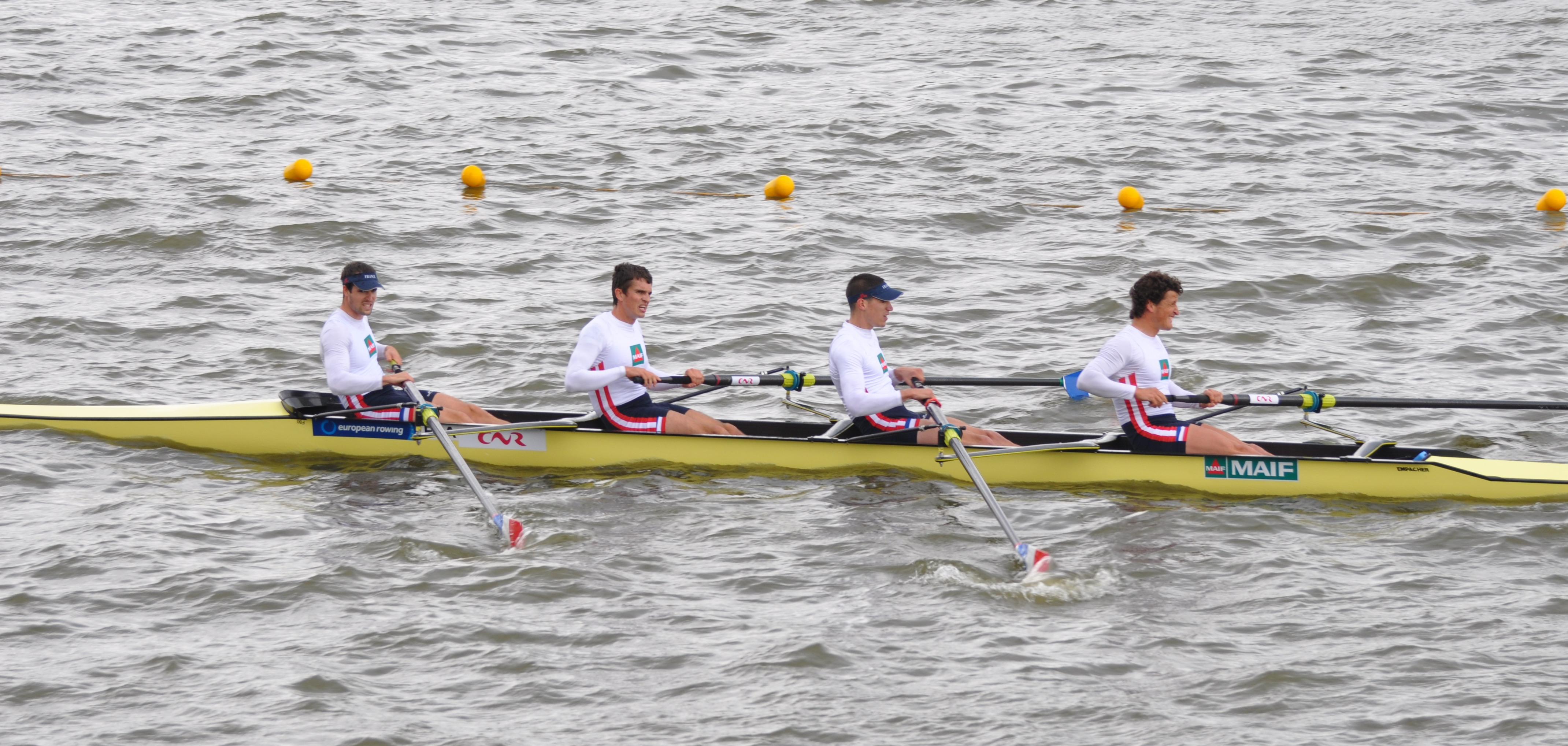
Le quatre de pointe poids légers français.
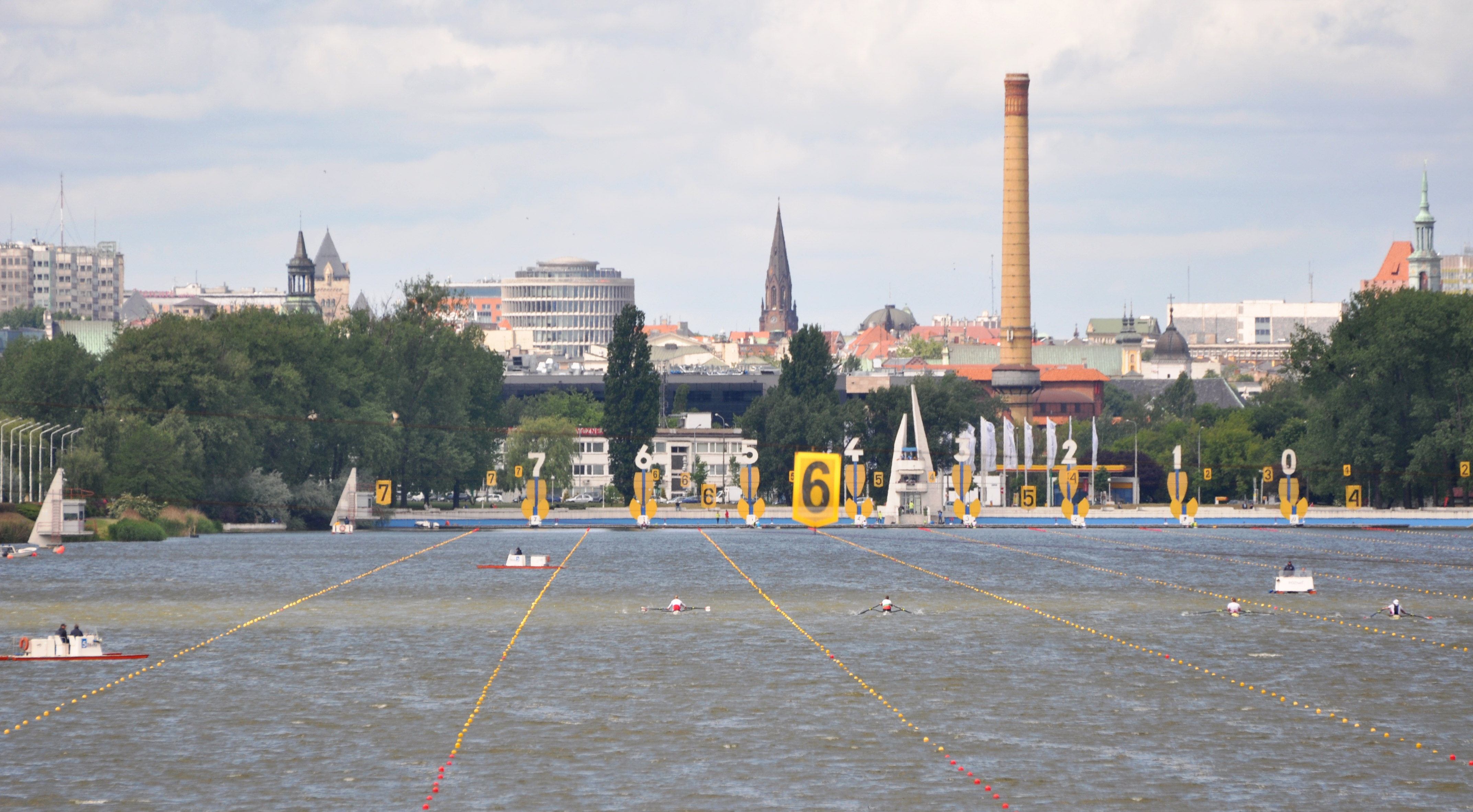
Vue du départ depuis l'arrivée.
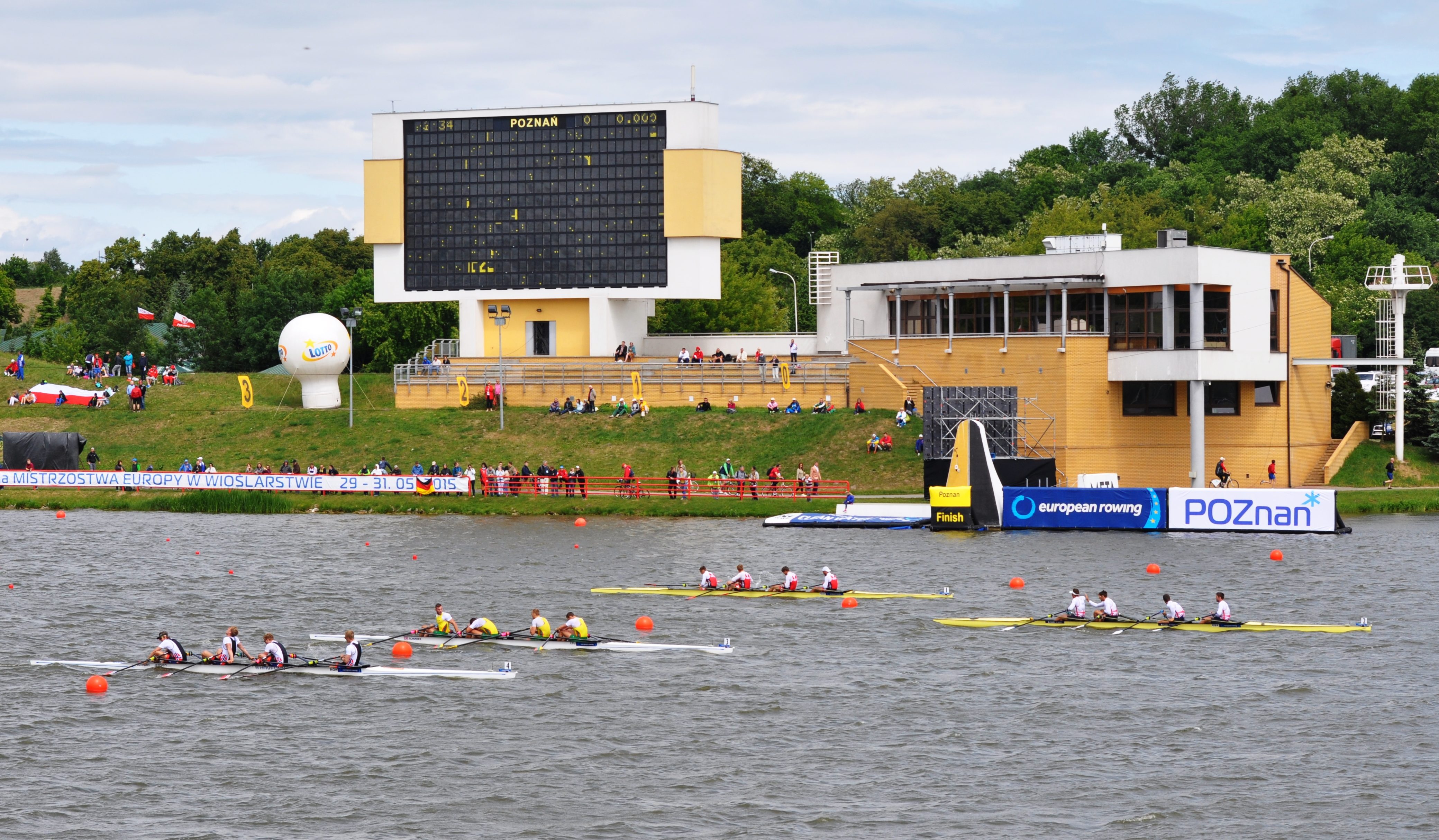
Passage sur la ligne META (arrivée).